# Delosperma
Delosperma (Delosperma) je rod jednoletých i vytrvalých tučnolistých bylin i nízkých keříků z čeledi kosmatcovitých čítající asi 150 druhů. Je rozšířen převážně v jižní Africe, některé druhy rostou i ve střední Africe a v Etiopii.
Listy těchto sukulentních rostlin jsou vstřícné a nabývají rozmanitých tvarů. Jejich květy jsou stopkaté, poměrně velké (až 70 mm v průměru), bílé, žluté či v odstínech červené. Otevírají se na plném slunci.
Příslušníci rodu delosperma jsou vhodní jako pokojové rostliny, některé druhy se uplatní i jako skalničky, neboť jsou v Česku dobře mrazuvzdorné. Množení je velmi snadné, a sice jak semeny, tak řízkováním.

Některé druhy údajně obsahují alkaloid dimethyltryptamin.

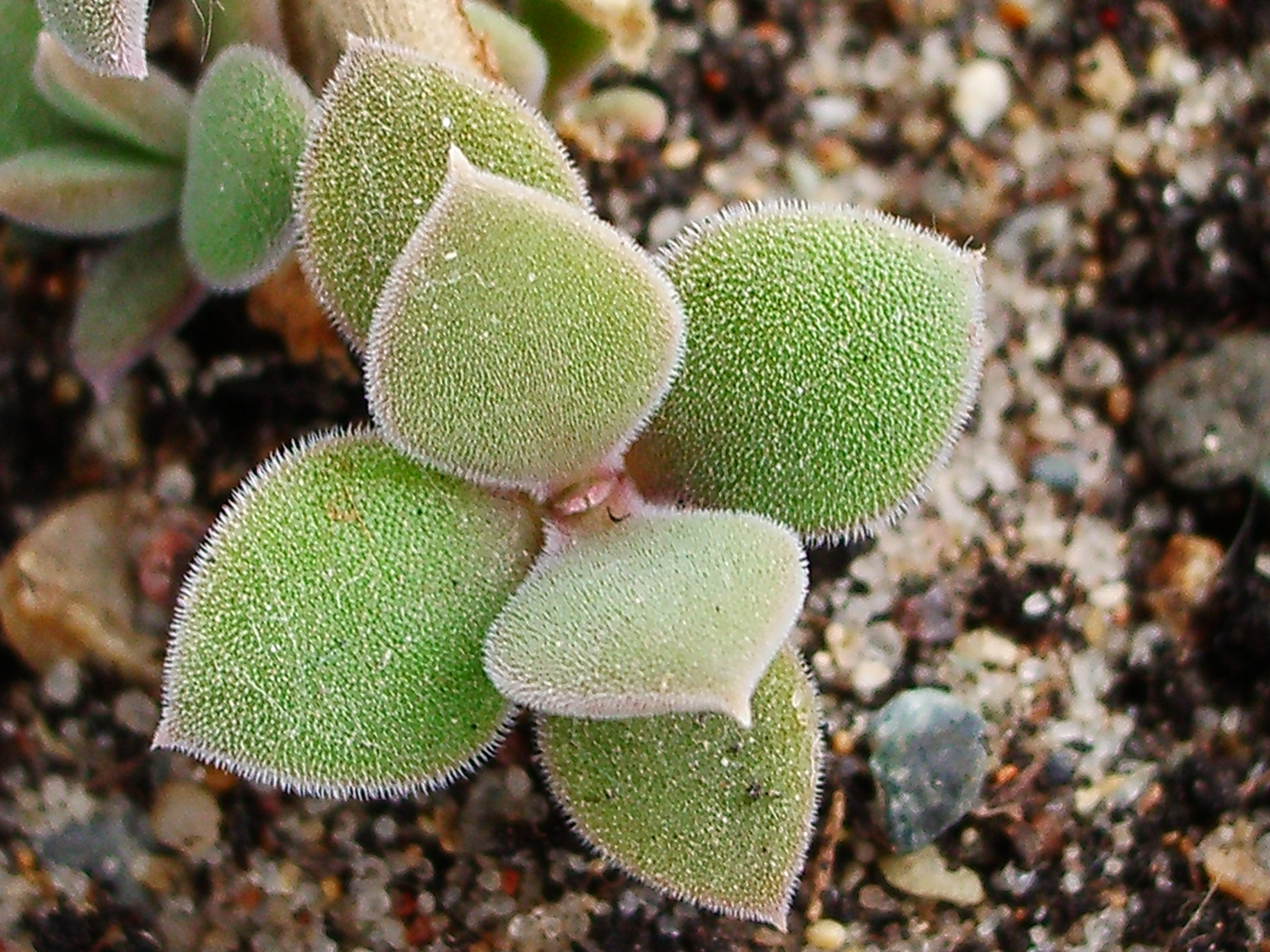
Listy druhu Delosperma jansei